# Gary Winnick
Gary Winnick (* 1961) ist ein US-amerikanischer Spieleentwickler, Autor und Comiczeichner. Zusammen mit Ron Gilbert entwickelte er das Computerspiel Maniac Mansion.

## Leben und Karriere
Aus Kalifornien stammend, zog Winnick 1976 nach New York, um ein halbes Jahr im Studio des Comiczeichners Neal Adams zu arbeiten. Zurück in Kalifornien gründete er das Studio Horizon Zero Graphiques und arbeitete als freier Zeichner. Später arbeitete er als Zeichner für Atari und wechselte 1984 zu LucasArts.
Nach einigen Jahren der Arbeit als Entwickler (1985 war er beispielsweise für die Grafiken von The Eidolon zuständig) wurde er 1987 zum Co-Designer für das Point-and-Click-Adventure Maniac Mansion bestimmt, was gleichzeitig die erfolgreichste Arbeit seiner Laufbahn darstellt. Im Jahr 1989 wurde er zum Leiter der Grafikabteilung bei LucasArts berufen. In dieser Zeit entstand das Spiel Indiana Jones and the Last Crusade. 1992 entwickelte er alleinverantwortlich Defenders of Dynatron City, sein erstes Soloprojekt als Spieleentwickler. Anschließend steuerte er noch einige Dialoge zum Maniac-Mansion-Nachfolger Day of the Tentacle bei, bevor er 1993 LucasArts verließ, um seine Arbeit beim US-Spieleentwickler Spectrum HoloByte aufzunehmen. Dort wurde er leitender Grafiker und war an der Entwicklung des Spiels Star Trek: The Next Generation – A Final Unity beteiligt. 1995 war er Mitgründer der Videospielfirma Orbital Studios, im Jahr 1996 kehrte er zu den Lightsource Studios – ehemals Horizon Zero Graphiques – zurück.
2013 startete Winnick eine Crowdfunding-Kampagne zur Finanzierung seiner Comic-Reihe Bad Dreams. Trotz anfänglicher Probleme – das Crowdfunding scheiterte – wurde Bad Dreams 2014 publiziert und verkaufte sich in den Vereinigten Staaten gut.
Zusammen mit Ron Gilbert entwickelte Winnick 2017 das Spiel Thimbleweed Park. Die Finanzierung stammt ebenfalls aus einer Crowdfunding-Kampagne auf der Plattform Kickstarter.

## Bibliografie (Auswahl)
- 1974: Venture
- 1987: Neomen
- 1992: Defenders of Dynatron City (Comic)
- 2014: Bad Dreams

## Ludografie (Auswahl)
- 1984: Rescue on Fractalus
- 1985: Ballblazer
- 1985: The Eidolon
- 1985: Koronis Rift
- 1987: Maniac Mansion
- 1988: Zak McKracken and the Alien Mindbenders
- 1989: Indiana Jones and the Last Crusade
- 1990: Loom
- 1990: The Secret of Monkey Island
- 1991: Monkey Island 2: LeChuck’s Revenge
- 1992: Defenders of Dynatron City
- 1992: Indiana Jones and the Fate of Atlantis
- 1993: Day of the Tentacle
- 1995: Star Trek: The Next Generation – A Final Unity
- 2007: Meet the Robinsons
- 2008: Bolt (Computerspiel)
- 2017: Thimbleweed Park